# آخرین شب شهرزاد
آخرین شب شهرزاد (روسی: Последняя ночь Шахерезады) فیلمی شوروی-سوری در سبک فانتزی کودکانه است که در سال ۱۹۸۷ منتشر شد. این فیلم بر اساس داستان هزار و یک شب ساخته شده است.